# Diplopterys platyptera
Diplopterys platyptera är en tvåhjärtbladig växtart som först beskrevs av August Heinrich Rudolf Grisebach, och fick sitt nu gällande namn av W.R.Anderson och C.Davis. Diplopterys platyptera ingår i släktet Diplopterys och familjen Malpighiaceae. Inga underarter finns listade i Catalogue of Life.